# Paul-Alexis Robic
Pour les articles homonymes, voir Robic.
Paul-Alexis Robic est un poète français né le 4 décembre 1907 à Quistinic et mort le 4 août 1973 à Vannes. Fils d'instituteurs de Quistinic (Morbihan), il n'a guère quitté son département.

## Publications
Nombreuses publications en revues (Le Journal des Poètes, Le Dernier Carré, Le Goëland, La Hune, La Proue). 
Recueils : 
- Les Lucarnes suivi de La Lampe du silence, éd. du Prisme, 1934
- La Porte basse, 1947
- En ce temps-là, 1952
- La Part du vent, 1952
- recueil anthologique des poèmes de l'auteur, éd. Janus, 1957
- Perdues les clés du jour, Guy Chambelland, 1967

## Pour approfondir